# Бертен, Эмиль
Луи́-Эми́ль Берте́н (фр. Louis-Émile Bertin; 23 марта 1840, Нанси — 22 октября 1924, Ла-Гласери) — французский военно-морской кораблестроитель, иностранный советник при правительстве (японском), активный участник создания японского императорского флота в начале XX века.
Член Французской академии наук (1903).

## Биография

### Начало карьеры
Родился в городе Нанси (Франция) 23 марта 1840 года в семье торговца Пьера-Жюльена Бертена и Анн-Фредерики Мердье. В 1858 году поступил в парижскую Политехническую школу (фр. École polytechnique). По окончании школы в 1860 году поступил в Корпус военно-морских инженеров (фр. Corps du génie maritime). В 1862 году окончил парижскую Школу военно-морских инженеров и получил назначение в Шербурский военно-морской округ.
В 1864 году победил в конкурсе проектов улучшения вентиляции коновозных судов, за свой проект в 1873 году был удостоен Академией наук премии Плюме (2500 франков).
В 1866-1872 годах занимался изучением морской зыби, по результатам исследований опубликовал серию статей в сборнике Mémoires de la Société des sciences natural de Cherbourg.
В своих проектах следовал идеям «Молодой школы» и Анри Дюпюи де Лома. Был известен новаторскими конструкциями, которые зачастую расходились с устоявшимися представлениями, пользовался репутацией одного из ведущих кораблестроителей мира. В 1871 году защитил докторскую диссертацию по юриспруденции.